# Guadamur
Guadamur es un municipio y localidad española de la provincia de Toledo, en la comunidad autónoma de Castilla-La Mancha. El término municipal tiene una población de 1782 habitantes (INE 2024).

## Toponimia
El término «Guadamur» (قدمر), según algunos estudiosos, significa en árabe el río de las olas; sin embargo, otros piensan que se derivaría de wadi al-mur río del muro, como referencia a alguna construcción romana o visigótica de uso hidráulico. De este modo, la raíz resulta un híbrido del árabe wadi río, valle, vaguada, y del latín murus muro, a la manera de otros híbridos como Guadalcanal (Sevilla).
Uadi (el-uadi, الوادي, uad واد) es un vocablo de origen árabe utilizado para denominar los cauces secos, o estacionales, de los ríos.

## Geografía
El municipio se encuentra situado «en una cañada» en la comarca de los Montes de Toledo y linda con los términos municipales de Toledo al norte, Argés al este, Casasbuenas al sur y Polán al sur y oeste, todos de Toledo.
La dehesa de Daramezas, jurisdicción de Guadamur separada del resto del término municipal y embutida en el de Toledo, tiene por límite norte el río Tajo. El punto más alto del término se encuentra en La Condesa, con 687 m.

## Historia

### Orígenes

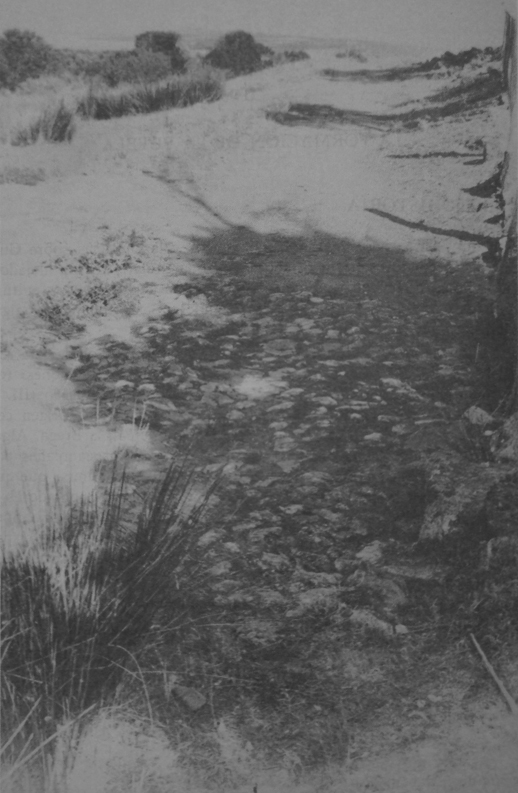
Restos de una posible calzada romana en el camino real a Toledo

Los restos arqueológicos anteriores a nuestra era son escasísimos, apenas algunos hallazgos líticos: un raspador neolítico y un hacha de filita metamórfica, de difícil datación. Guadamur se encuentra demasiado alejado de los asentamientos del Paleolítico más cercanos en la actual provincia de Madrid.
Los pobladores de la zona anteriores a la llegada de los romanos reciben del geógrafo Estrabón la denominación de carpetanos, y en la Carpetania integraban, junto a otros pueblos, el ámbito social y cultural celtibérico. Cerca de Guadamur hay topónimos de origen céltico como Alpuébrega, la Brega o Castrejón.
Los hallazgos arqueológicos, aunque escasos, demuestran la presencia romana en la localidad y sus alrededores: monedas, un camafeo, una estela de piedra caliza y un freno de caballo datado en el siglo II; a ello hay que sumar piezas reutilizadas por los visigodos, como restos de columnas, placas de mármol de Carrara y estatuas. No hubo en Guadamur un asentamiento romano concreto, pero parece segura la existencia de una calzada romana de segundo orden y probable la existencia de una villa en la zona del camino viejo a Toledo. El topónimo local «Portusa», diminutivo latino castellanizado, de un vado del Tajo a 8 km al noroeste de Guadamur, señala a la zona como un lugar de paso.

### Edad Media

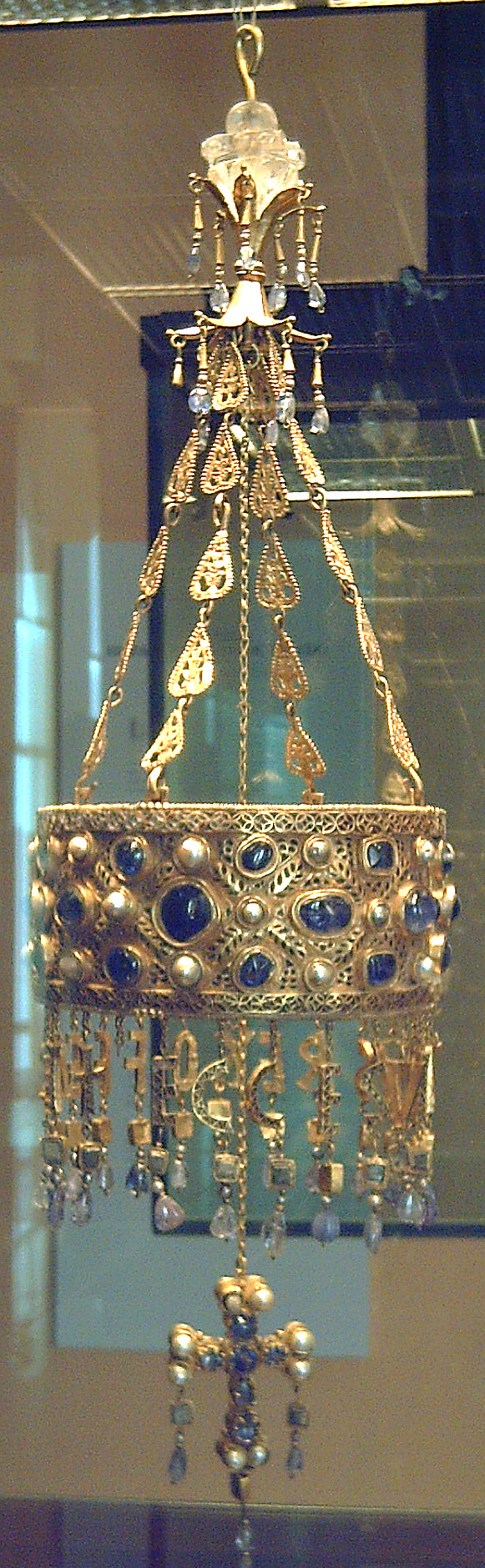
Corona visigótica de Recesvinto, rey de los visigodos (653-672), perteneciente al Tesoro de Guarrazar.
En letras colgantes de oro y piedras preciosas se podía leer en latín:
RECCESVINTHVS REX OFFERET
Museo Arqueológico Nacional (Madrid)

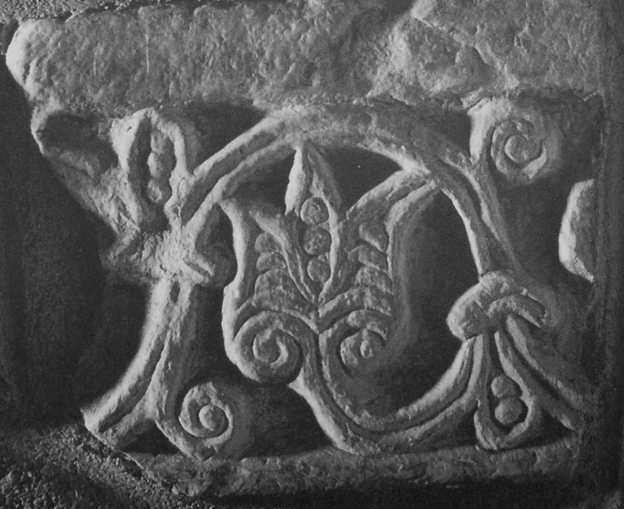
Friso visigótico procedente del yacimiento arqueológico de Guarrazar

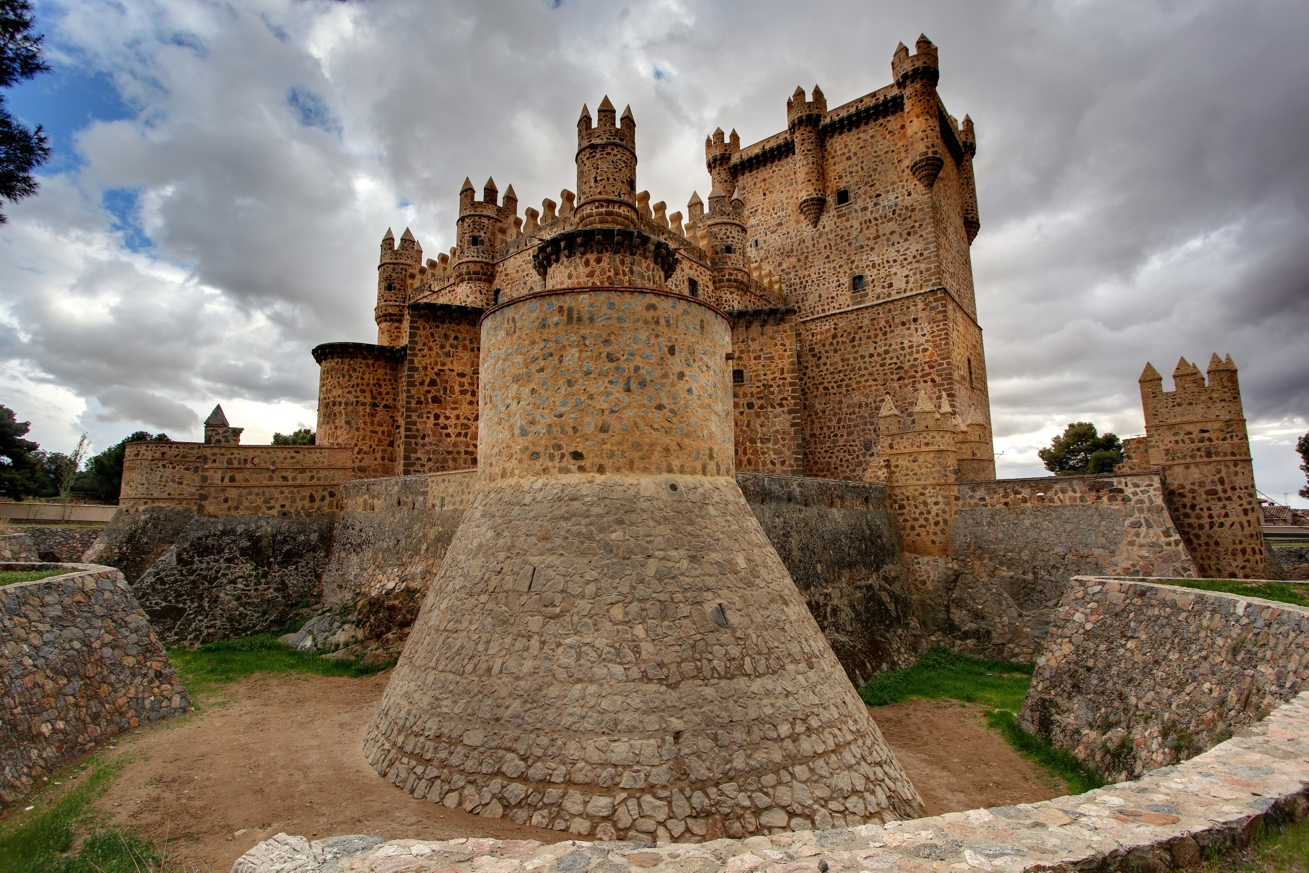
Castillo de Guadamur, construido en el

La época visigótica (414-711) deja en Guadamur el capítulo más interesante de su historia. El 25 de agosto de 1858, las fuertes tormentas que descargaron sobre Guadamur dejaron al descubierto en el paraje de las huertas de Guarrazar una serie de tumbas. Los vecinos Francisco Morales y María Pérez descubrieron de este azaroso modo el Tesoro de Guarrazar, el más importante de los hallados en la Península relativos al pueblo visigodo. Estos hallazgos, los de otros vecinos y los de la excavación arqueológica del Ministerio de Fomento y la Real Academia de la Historia de abril de 1859, formaron un conjunto que constaba de: seis coronas, cinco cruces, un colgante y restos de láminas y cadenas, casi todo de oro, hoy en el Museo Arqueológico Nacional de Madrid; una corona y una cruz de oro más una gema grabada con la Anunciación, hoy en el Palacio Real de Madrid; tres coronas, dos cruces, eslabones y colgantes de oro, actualmente en el Museo Nacional de la Edad Media, París; una corona, fragmentos de otra y una macolla con una bola de cristal de roca, piezas robadas del Palacio Real de Madrid en 1921 y todavía en paradero desconocido. La pieza más valiosa del conjunto es la corona de Recesvinto, rey que hoy da nombre a la plaza principal de la villa, se trata de una corona votiva y en su realización se empleó oro, granates, zafiros y perlas, es la de mayor belleza de todo el hallazgo, sus piezas de zafiro azul proceden de la antigua Ceilán, actual Sri Lanka.  Aparecieron también numerosos fragmentos escultóricos y los restos de un edificio, tal vez un delubrum romano —santuario o lugar de purificación— que en los siglos siguientes se dedicó al culto cristiano como oratorio o basílica, y que albergaba una serie de tumbas: en la más importante yacía un esqueleto sobre un lecho de cal y arena, y se conservaba la lápida de pizarra, cuya inscripción latina, del presbítero Crispín, data del año 693, 51 del reinado de Égica, año del XVI Concilio de Toledo. Esta lápida se halla hoy en el Museo Arqueológico Nacional de Madrid.
Según algunas hipótesis, Guarrazar no sería sino un monasterio que sirvió de escondite a una parte del tesoro real de la corte, iglesias y monasterios toledanos, para evitar su captura por los musulmanes: el monasterio de Sancta Maria in Sorbaces, según la inscripción de la cruz de Sónnica, una de las piezas del tesoro de Guarrazar conservadas en París. Copias del Tesoro se pueden contemplar hoy en la ermita de Nuestra Señora de la Natividad de Guadamur y en el Museo de Arte Visigótico de la iglesia de San Román, en la ciudad de Toledo. En 2013 la hipótesis ha sido confirmada con el descubrimiento efectivo del monasterio visigodo en un olivar cercano. El lugar se ha excavado convirtiéndose en un yacimiento arqueológico visitable.
Además de su propio nombre, Guadamur tiene en las cercanías más restos árabes en forma de topónimo: Daramazán, casa fortificada; Daramezas, casa de la mesa o meseta; Guajaraz, río de los espinos; Guarrazar, valle del plomo; Zuarraz, canalejo; Aguanel, agua del pozo; Aceituno, el olivar.
La capitulación de Toledo en 1085 hizo que almohades y almorávides intentaran desbancar a los cristianos de tan estratégica posición. La comarca, en los cien años siguientes, quedó desolada por ataques y contraataques de ambos bandos. Iniciada la repoblación en tiempos de Alfonso VII, Guadamur figura como aldea del concejo de Toledo, a quien paga los tributos y de cuya jurisdicción depende. La documentación de la que se dispone prueba que es tradicional la existencia de propiedad privada de ciudadanos de Toledo en torno a Guadamur, y que ello puede remontarse al reino taifa, por la toponimia árabe de las fincas. Desde fines del siglo XII estas propiedades van pasando a manos del clero, sobre todo el regular.
Durante el siglo XIII, el siglo XIV y el siglo XV se produce en estas tierras una progresivo paso hacia el régimen señorial, y se comienza a sentir el oprobio del vasallaje en un contexto de descomposición monárquica, fortalecimiento de las banderías nobiliarias, resistencia campesina, conflictos religiosos, pestilencias y crisis de subsistencia. Guadamur entra en la historia bajo-medieval de la mano de don Pedro López de Ayala, hijo del canciller real y alcalde mayor de Toledo, cuyo control su familia disputaba a los Silva. Intervino en la guerra que enfrentó a Juan II y su valido don Álvaro con los infantes de Aragón, don Enrique y don Juan, y acabó entregándoles Toledo en 1440. Recuperado el terreno perdido, Juan II perdona a don Pedro en 1444; en 1446, entre otras posesiones, recibe Guadamur como concesión real. Esta fecha marca el inicio de cuatro siglos de régimen señorial en la localidad: pasa a ser la villa de un señor con omnímodos poderes, que juzga, castiga, multa, legisla, elige a las autoridades y somete a tributos, impuestos y prestaciones personales a los villanos. El hijo de don Pedro será el primer conde de Fuensalida en 1470; dos años antes obtuvo permiso del rey para construir en Guadamur un castillo, que probablemente se alce sobre una anterior atalaya árabe. Ostenta los escudos de los Ayala y de los Silva, las familias rivales del Toledo medieval. También del siglo XV data la cercana ermita de Nuestra Señora de la Natividad, influida por el estilo mudéjar toledano.

### Edad Moderna

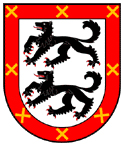
Escudo de armas de Pedro López de Ayala, Señor de Guadamur y Conde de Fuensalida.

En 1471 Guadamur obtiene el título de villa. En estos años se construye también en la plaza de la villa el rollo, insignia de jurisdicción y picota de ajusticiamiento, que viene a sustituir a las antiguas horcas de madera: todavía hoy una loma no lejos del castillo conserva el nombre de «Cerro de la Horca».
El III conde de Fuensalida (1489-1537), Pedro López de Ayala y Carrillo, acogió en Guadamur el 11 de julio de 1502 a los príncipes Felipe y doña Juana, que acababan de ser nombrados herederos de la corona del Reino de Castilla. En 1590, bajo el reinado de Felipe II, el castillo sirve de cárcel secreta de la Inquisición. El VI conde participó en la expulsión de los moriscos (1609) y reclutó a 126 mozos de armas en Guadamur. El IX conde fue nombrado por Carlos II capitán general del Reino de Cerdeña y capitán general de Milán. En el siglo XVII alcanza el condado de Fuensalida su máxima expansión: 10 000 habitantes y 40 000 ha, el segundo estado del reino de Toledo. En el Catastro de Ensenada, que recoge en la villa datos de 1752, se hace mención de «los diezmos y primicias de los frutos que en ella se cogen» y que van a parar, entre otros, a la parroquia de Guadamur, a las arcas del rey, al cardenal arzobispo de Toledo, a los canónigos de la Catedral Primada y a las parroquias toledanas de Santo Tomé, Santa Leocadia, San Martín, San Román, San Ginés, San Antolín, San Nicolás, la Magdalena, San Andrés, San Justo, San Vicente, los mozárabes, Santa Eulalia y Santa Justa. La historia del condado acaba en 1843, cuando el Gobierno cede las propiedades señoriales de Guadamur a los vecinos de la villa.
En el siglo XVI se tiene constancia de dos dehesas: en la Vieja pastaban los rebaños de la Mesta segoviana, entre encinas, chaparros, espinos y almendros; en la de Daramazán pasaban el invierno los bueyes de Soria, de modo que se conoce la zona como «Extremadura chiquita». En la Dehesa Nueva se documentan a mitad del siglo XVIII setenta colmenas, que producen abundante miel y cera. En el Guajaraz había una importante parada de molinos, la Casquilla. A expensas del arzobispo toledano Silíceo se construyó en 1546 un puente sobre el Guajaraz. De esta época datan asimismo la iglesia parroquial de Santa María Magdalena y la ermita de San Antonio Abad, popularmente San Antón, aunque el santo que en ella se veneró hasta mediados del siglo XIX fue San Sebastián. Esta ermita alberga hoy el Museo de Artes y Costumbres Populares de los Montes de Toledo.

### Edad Contemporánea

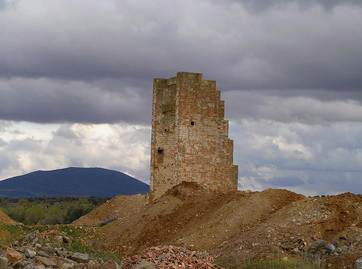
Mina de grafito, en los aledaños del arroyo Guajaraz

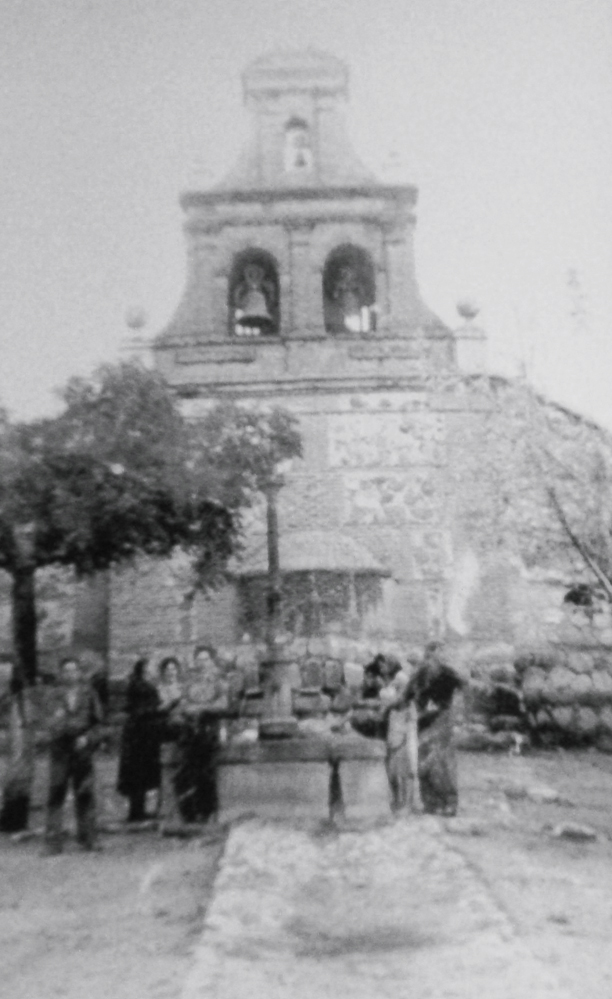
Fuente de la plaza de Recesvinto. Al fondo, espadaña de la iglesia de Santa María Magdalena,.

Hacia finales de 1808 recibe Guadamur un destacamento de caballería francés que formaba parte de las tropas de Napoleón que entraron en Toledo el 13 de diciembre. Se instalan en el castillo, deshabitado por entonces pero en buen uso, como escribía el párroco de la villa, Juan José de Funes en 1788. Según documentos de 1811, la villa contribuye al abastecimiento de las tropas de infantería y artillería acantonadas en Mazarambroz con raciones diarias de pan, carne, vino, legumbres secas, sal, aceite, carbón, leña, cebada, paja y salvado. La resistencia de la población llevó a algunos jóvenes a integrarse en la partida del guerrillero de Argés Ambrosio Carmena, alias «El Pellejero».
En las fiestas de septiembre de 1812 se juró la Constitución de Cádiz de manera solemne. La desamortización de los bienes eclesiásticos del siglo XIX afectó a Guadamur en la medida en que muchos vecinos, que tenían arrendadas tierras del término municipal que eran propiedad de la Iglesia católica, vieron cómo éstas se vendían en subasta. En algunos casos, el nuevo dueño rescindió el contrato; en otros, lo aumentó considerablemente. Por ejemplo, una de las fincas más importantes, la de Daramezas, pasó de las manos de las monjas del monasterio de Santo Domingo el Real de Toledo a manos privadas; y la finca de Aceituno, que pertenecía desde 1221 al convento toledano de San Clemente, pasó a manos laicas. En algunos casos, las tierras fueron adquiridas por labradores de la villa.
En 1834 se crea la banda municipal de música, que sigue en activo.
La Constitución de 1837 dio vía libre a la creación de la milicia nacional, cuerpo militar con compañías en la mayoría de los municipios compuestas por los propios vecinos. Los de Guadamur fueron movilizados en varias ocasiones a finales de esa década para intentar neutralizar a las partidas carlistas que se refugiaban en los Montes de Toledo. Los labradores sufrían continuos robos de ganado, y acabaron suscribiendo un acuerdo de socorro mutuo para tal eventualidad.
La explotación del subsuelo, que data al menos de 1612, fecha en que se explotaban una mina de plomo y otra de alcohol, esto es, un polvillo negro para usos cosméticos, cobra auge con las minas de grafito en el último tercio del siglo XIX. Estas minas llegaron a tener 110 obreros, extraían hasta 400 Tm anuales y cerraron en 1963 sin agotar la veta, por competencia del grafito alemán.
A mediados del siglo XIX el presupuesto municipal ascendía a 16 000 reales, de los cuales 2900 eran para pagar al secretario. En 1887 el pueblo vende el castillo al sexto Conde de Asalto, pariente lejano de los Ayala, de quien lo hereda su hijo, el marqués de Argüeso, diputado a Cortes por Tarragona. Por su interés personal se obtendrá la concesión del teléfono en 1922. El castillo no alcanzará la categoría de monumento histórico-artístico hasta 1964.
A fines del siglo XIX, ocupando la alcaldía Lorenzo Navas Ordóñez, quien fue combatiente en el bando carlista, alcalde de Toledo en el bienio 1891-1893, que no cumplió por dimisión, y 1895-1897, que tampoco cumplió al ser nombrado en 1896 gobernador colonial de Tarlac en Filipinas, el antiguo pozo del concejo es sustituido por una fuente de cuatro caños hoy desaparecida en la plaza de Recesvinto y un pilar-abrevadero que dio nombre a la plaza del Pilar. El agua corriente no llegará a las casas de Guadamur hasta 1928, después de hacerlo en 1907 el alumbrado eléctrico.

### Segunda República

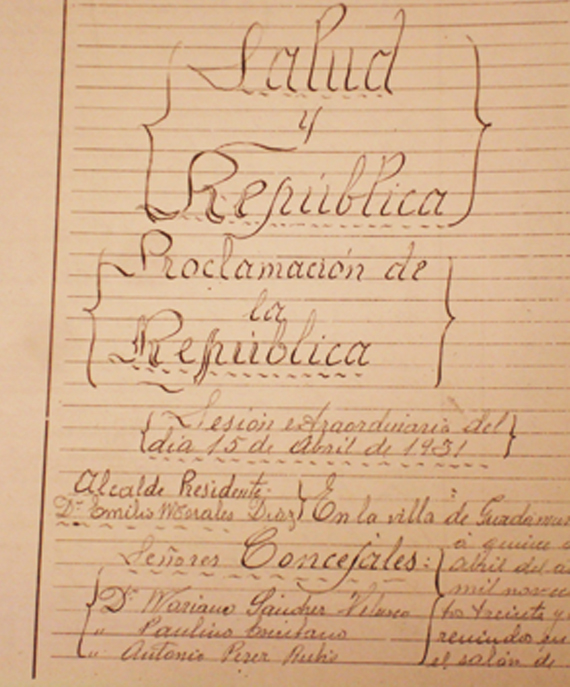
Acta de la sesión del Ayuntamiento de Guadamur del 15 de abril de 1931, que proclama la II República.

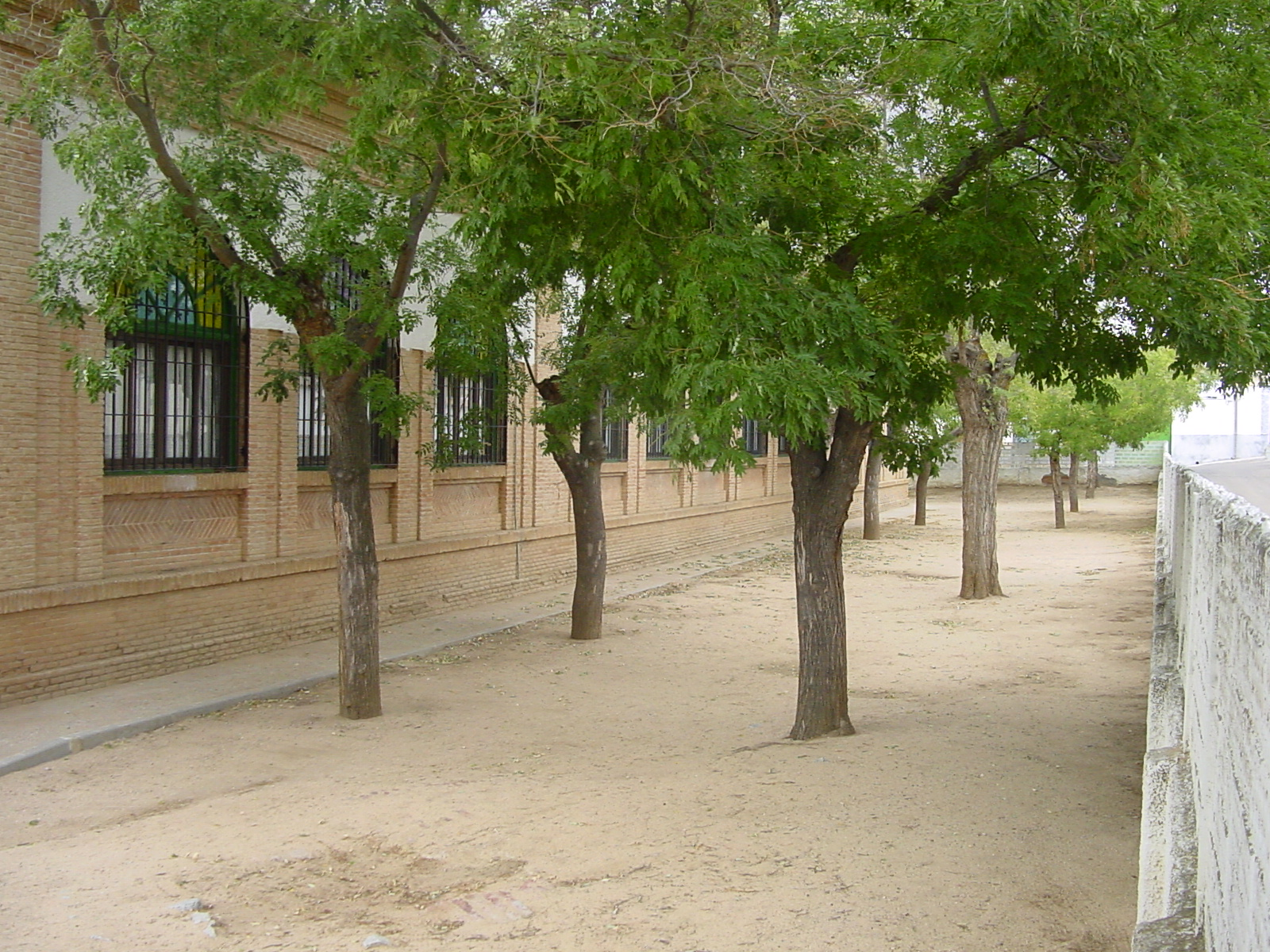
Escuelas públicas (1935)

Con la llegada de la II República la villa conoce la creación del primer sindicato obrero, de la Unión General de Trabajadores (UGT), cuyo local, la Sociedad Obrera Casa del Pueblo, estaba situado en la calle de San Antón. Se procede a la construcción de las Escuelas Públicas (1935), hasta entonces instaladas en una especie de cuadra en la actual calle de Andrés Hornillos; hoy acogen el Centro de Interpretación del Tesoro de Guarrazar. El régimen democrático construye también la calle Nueva, habitada por jornaleros y pequeños labradores y por entonces la única calle rectilínea y nivelada del pueblo; presentaba una armoniosa disposición de fachadas, alturas y patios que no ha perdurado hasta nuestros días.
Tras el golpe de Estado del 18 de julio de 1936, Guadamur se mantuvo bajo el Gobierno de la Segunda República Española hasta los últimos días de la guerra civil española. En noviembre de 1936 un batallón del Regimiento de Milicias capitaneado por Manuel Iglesias Castro recluta en Guadamur a campesinos socialistas. En diciembre del mismo año reanuda el Ayuntamiento (Consejo Municipal) sus sesiones regulares, después de un primer momento en que los Comités de Defensa los relegaron a un lugar secundario. Es políticamente monocolor, pues los siete consejeros pertenecen a la Federación Española de Trabajadores de la Tierra (FETT-UGT). En este momento presenta Guadamur un ejemplo de colectivismo integral: sólo dos fincas ocupaban por entonces el 52,2 % del término municipal, y tras la sublevación militar se produjo la incautación de éstas y de otras más, así como pequeños comercios y casas de los considerados enemigos de la República. El 25 de agosto de 1936 se crea la colectividad «Pablo Iglesias» y todo el término municipal pasa a integrarse en ella, roturando las lindes de las propiedades privadas y dividiendo la tierra en parcelas. El Comité de Abastos se encargó del comercio y la única taberna. La iglesia parroquial y las ermitas de la Natividad y San Antón se convirtieron en graneros-almacenes. El castillo sufre el saqueo de varias estancias, entre ellas la biblioteca. El Consejo Municipal, como tantos otros pueblos de la España republicana, emite moneda propia. El 7 de mayo de 1937 el ejército franquista rompe el frente por el sur de la ciudad de Toledo y penetra hasta el norte del término municipal; en esa acción toma la población vecina de Argés, que pasa de nuevo a manos republicanas unos días después. 
Entre el 12 y el 25 de mayo la 11.ª División del Ejército Popular Republicano, al mando del comunista Enrique Líster, celebró mítines con concierto y proyección cinematográfica en la zona; el de Guadamur se dio frente al edificio del Ayuntamiento y la calle de la Natividad, e intervinieron representantes de la villa, delegados de los obreros de las fábricas de Madrid que apadrinaban a la División y representantes de ésta. En octubre de 1937 la comuna integral fue perdiendo poco a poco su originalidad, como en muchos otros lugares, ante la presión de sus socios comunistas, que propugnaban un cooperativismo a base de pequeños propietarios agrícolas, industriales y de servicios surgidos de la parcelación. En octubre de 1938 esta presión llevó a conceder una parcela a los jornaleros que quisieran separarse de la comuna. Esta iniciativa, convertida ya en cooperativa agrícola de mercado, se disolvió a finales de ese mismo año. El 27 de marzo de 1939 las tropas franquistas toman la villa.

### Dictadura

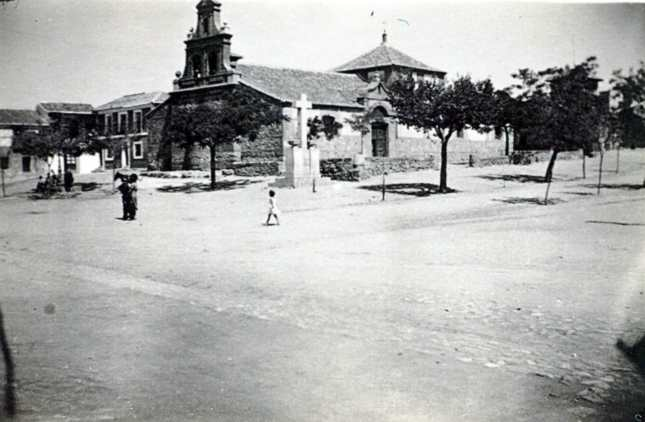
Plaza de Recesvinto, década de 1950. Al fondo, iglesia de Santa María Magdalena, del.

La «Causa General» registra 45 víctimas debidas a la represión revolucionaria, cantidad pendiente de investigación caso por caso, pues con seguridad habrá víctimas que se contabilizaron en sus pueblos de origen. Por lo que se refiere a la represión llevada a cabo por el franquismo, aparte de las 26 víctimas mortales naturales de Guadamur comprobadas, numerosos vecinos fueron a parar a las cárceles del nuevo Estado y sufrieron vejaciones, exilio, destierros y condenas a muerte, conmutadas en ocasiones, con el consabido cargo de «auxilio a la rebelión».
La posguerra es en su primera fase una época de amnesia forzada en la que la villa se divide entre el silencio y el miedo obligados de los perdedores y el poder omnímodo de los que se pliegan de buen grado al nuevo orden dictatorial. En esta circunstancia social se inserta más adelante la ignorancia total de las nuevas generaciones por un sistema de transmisión totalitario perfectamente engrasado, la economía prácticamente de subsistencia hasta bien entrada la década de 1960 y el mantenimiento del sistema caciquil en las estructuras políticas municipales, con la connivencia del poder religioso.
En la etapa franquista los concejales eran escogidos por al menos dos tercios que salían de estos tres grupos: el formado por los cabezas de familia del municipio (hombres en su mayor parte, exceptuadas las viudas y las mujeres mayores de 25 años que vivieran solas); el que integraban los sindicatos radicados en el término municipal (el sindicato vertical franquista) y el grupo que integraban los denominados «vecinos de reconocido prestigio». Por supuesto, se trataba siempre de candidaturas personales, pues los partidos políticos eran ilegales. En los municipios pequeños, como Guadamur, el alcalde obtenía su puesto por designación del gobernador civil y jefe provincial del Movimiento, el partido único.

### Restauración de la democracia

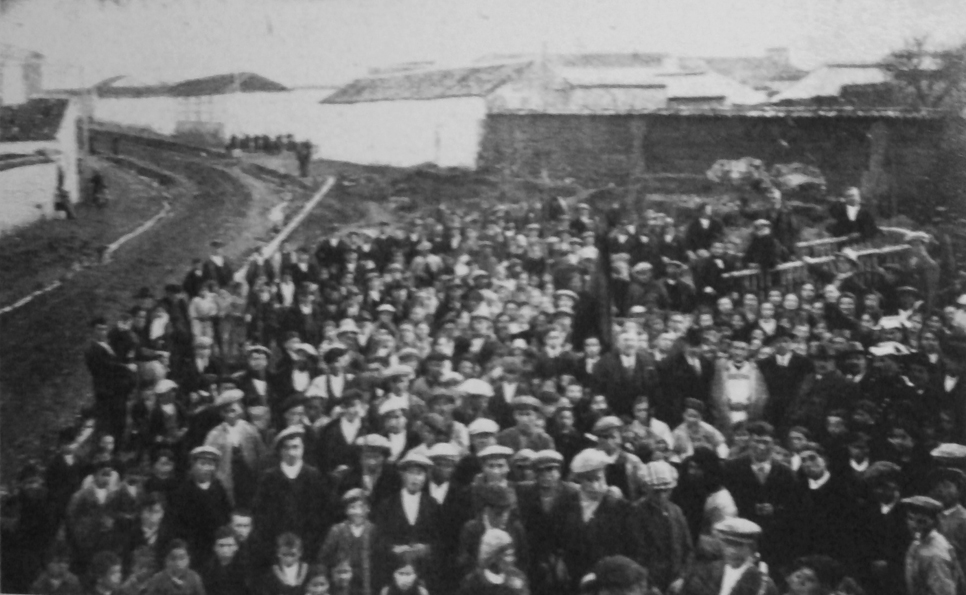
Vecinos de la villa celebran el Día del Árbol de 1923. En esta década alcanza Guadamur su mayor población.

El 3 de abril de 1979 se celebran de nuevo, desde los tiempos de la II República, elecciones municipales democráticas, tras las elecciones generales de junio de 1977. Desde entonces, Guadamur ha tenido alcaldes que concurrieron a las elecciones bajo las siglas de UCD (Unión de Centro Democrático), PSOE (Partido Socialista Obrero Español) y PP (Partido Popular).
Actualmente, Guadamur es gobernado por el PP quien lleva ya siete legislaturas. Todas ellas teniendo a la cabeza a María del Sagrario Gutiérrez Fernández.

## Demografía
Cuenta con una población de 1782 habitantes (INE 2024).
| Gráfica de evolución demográfica de Guadamur entre 1842 y 2021                                                        |
| |
| Población de derecho según los censos de población del INE. Población de hecho según los censos de población del INE. |

En el siglo XVI, entre 90 y 106 vecinos, 3 de ellos hidalgos; en el siglo XVII, 58; en el siglo XVIII, 455 habitantes; en 1842, 1068 habitantes; en 1900, 1523; en la década de 1920 alcanzó Guadamur la mayor población de su historia: 2017 habitantes. La guerra civil disminuyó la población de la villa en 400 personas.

## Economía

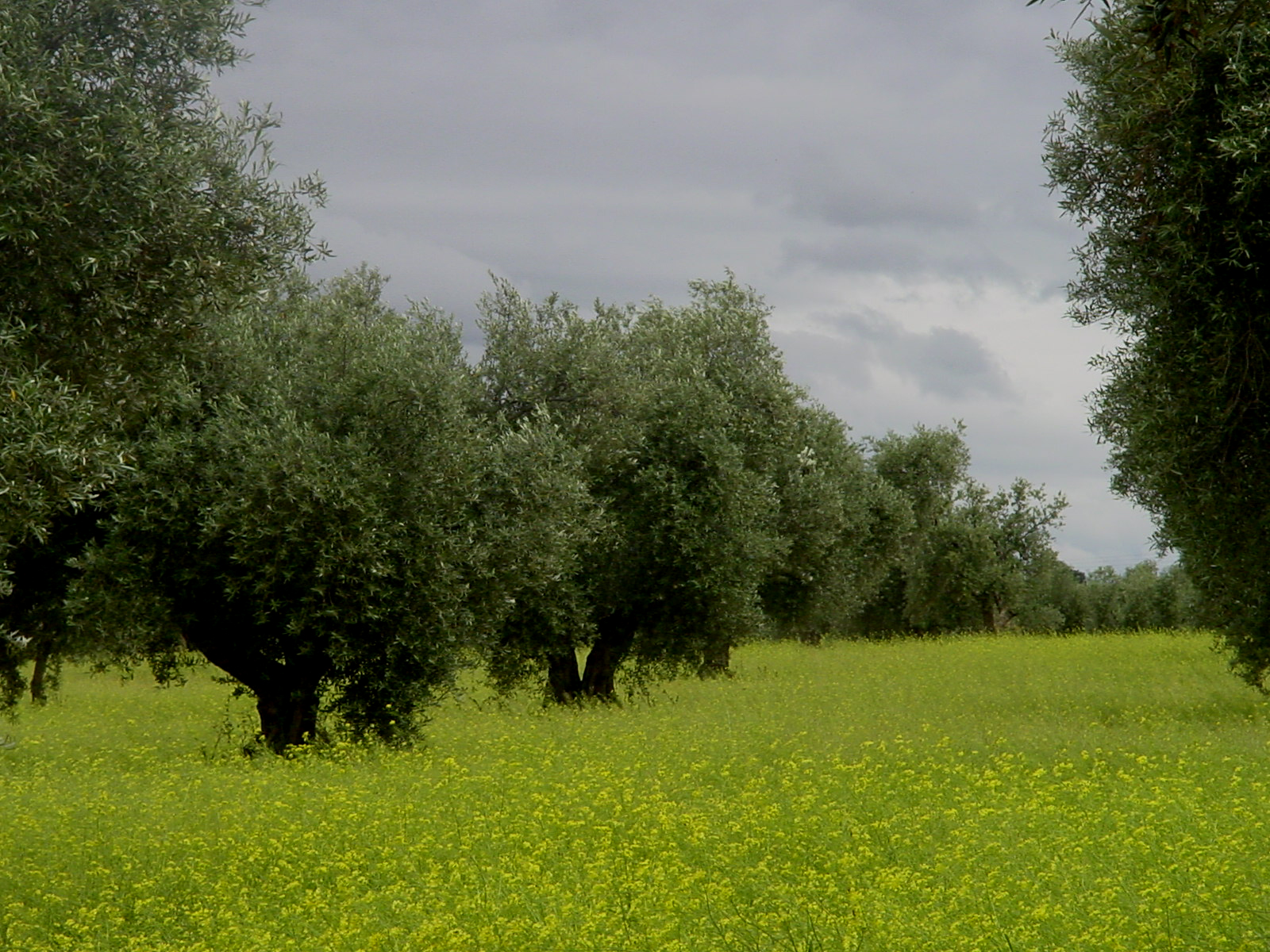
Olivar en el paraje de Guarrazar

El río Tajo y el arroyo Guajaraz, más los abundantes pozos, proporcionan el agua necesaria a las 90 ha de huertas de sandías, melones y hortalizas. El cultivo de secano se compone de cereales (2000 ha), olivos (1000 ha) y viñedos (700 ha). Además, se utilizan como pastos para las 2000 cabezas de la cabaña lanar 1600 ha de espartizales, chaparrales, encinares y tomillares. Entre las industrias, almazaras, bodegas, fábricas de muebles y quesos.

## Administración

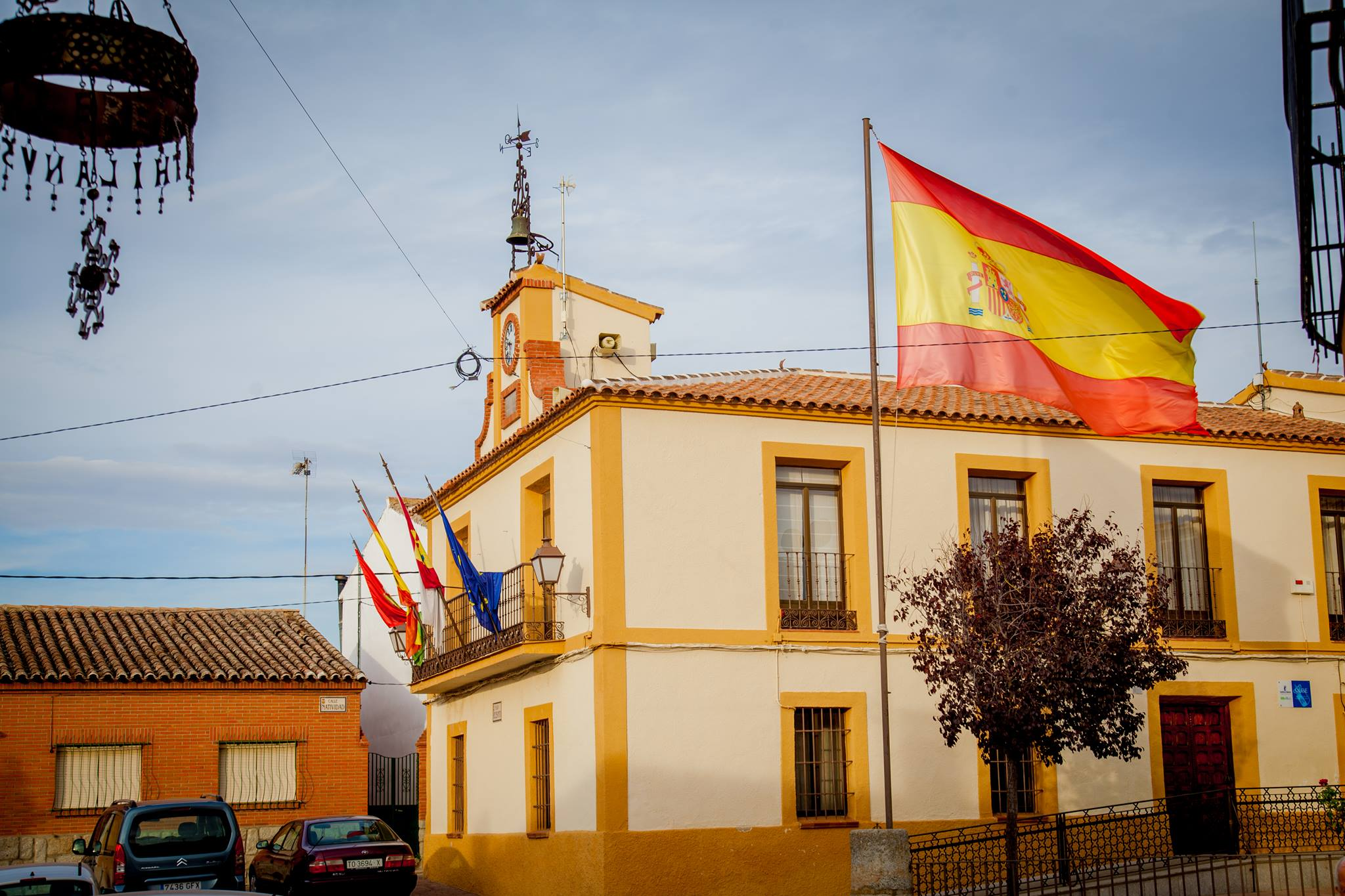
Casa consistorial

La administración del municipio corresponde al Ayuntamiento, compuesto por nueve concejales elegidos por sufragio universal cada cuatro años en una circunscripción única con listas cerradas.
Las primeras elecciones democráticas, celebradas en 1979, las ganó la UCD. En esta primera etapa se formó un gobierno dirigido por  el centrista José Antonio García Morales. En las segundas elecciones, las de 1983, destacan por la desaparición de la UCD. La alcaldía pasó a manos del socialista Adolfo Escribano Pavón. En 1987 los socialistas seguían ganando las elecciones, esta vez, Rodrigo Gutiérrez Fernández será quien llevará la alcaldía del municipio hasta el año 1997 que deja el cargo. Cabe destacar que en 1995 gana la lista del Partido Popular encabezada por María del Sagrario Gutiérrez Fernández pero el PSOE pacta con Izquierda Unida para impedir que gobernara. 
Rodrigo Gutiérrez Fernández dimite como alcalde en 1997  por tensiones derivadas en los diferentes plenos. Es en este momento cuando llega a la alcaldía la segunda de su lista, Esperanza García Martín por el PSOE.
En 1999, gana las elecciones municipales por segunda vez el Partido Popular, esta vez con mayoría absoluta, a partir de este momento, María del Sagrario Gutiérrez Fernández se convierte en la primera alcaldesa electa en la historia de la democracia de Guadamur y que, por consiguiente, lleve la dirigencia y gestión del Ayuntamiento de Guadamur hasta la actualidad. Desde entonces, María del Sagrario Gutiérrez Fernández ha gobernado Guadamur, alcanzando ya su séptimo mandato consecutivo por mayoría absoluta.
| Periodo   | Nombre                                                                      | Partido |
| --------- | --------------------------------------------------------------------------- | ------- |
| 1979-1983 | José Antonio García Morales                                                 | UCD     |
| 1983-1987 | Adolfo Escribano Pavón                                                      | PSOE    |
| 1987-1991 | Rodrigo Gutiérrez Fernández                                                 | PSOE    |
| 1991-1995 | Rodrigo Gutiérrez Fernández                                                 | PSOE    |
| 1995-1999 | Rodrigo Gutiérrez Fernández (1995-1997) Esperanza García Martín (1997-1999) | PSOE    |
| 1999-2003 | María del Sagrario Gutiérrez Fernández                                      | PP      |
| 2003-2007 | María del Sagrario Gutiérrez Fernández                                      | PP      |
| 2007-2011 | María del Sagrario Gutiérrez Fernández                                      | PP      |
| 2011-2015 | María del Sagrario Gutiérrez Fernández                                      | PP      |
| 2015-2019 | María del Sagrario Gutiérrez Fernández                                      | PP      |
| 2019-2023 | María del Sagrario Gutiérrez Fernández                                      | PP      |
| 2023-act. | María del Sagrario Gutiérrez Fernández                                      | PP      |

### Gobierno municipal
| Partido político                         | 2023  | 2023  | 2023       | 2019  | 2019  | 2019       | 2015  | 2015  | 2015       | 2011  | 2011  | 2011       | 2007  | 2007  | 2007       | 2003  | 2003  | 2003       | 1999  | 1999  | 1999       | 1995  | 1995  | 1995       | 1991  | 1991  | 1991       | 1987  | 1987  | 1987       |
| Partido político                         | Votos | %     | Concejales | Votos | %     | Concejales | Votos | %     | Concejales | Votos | %     | Concejales | Votos | %     | Concejales | Votos | %     | Concejales | Votos | %     | Concejales | Votos | %     | Concejales | Votos | %     | Concejales | Votos | %     | Concejales |
| Partido Popular (PP)                     | 670   | 58,57 | 5          | 631   | 53,34 | 5          | 643   | 54,49 | 5          | 668   | 52,11 | 5          | 608   | 49,75 | 5          | 719   | 60,98 | 5          | 624   | 56,32 | 5          | 412   | 37,90 | 4          | 341   | 33,04 | 3          | 264   | 26,94 | -          |
| Partido Socialista Obrero Español (PSOE) | 454   | 39,69 | 4          | 518   | 43,79 | 4          | 502   | 42,54 | 4          | 597   | 46,57 | 4          | 439   | 37,23 | 4          | 595   | 48,69 | 4          | 459   | 41,43 | 4          | 357   | 32,84 | 3          | 365   | 35,37 | 4          | 446   | 45,51 | -          |
| Podemos                                  | -     | -     | -          | 18    | 1,52  | 0          | -     | -     | -          | -     | -     | -          | -     | -     | -          | -     | -     | -          | -     | -     | -          | -     | -     | -          | -     | -     | -          | -     | -     | -          |
| Izquierda Unida                          | -     | -     | -          | -     | -     | -          | -     | -     | -          | -     | -     | -          | -     | -     | -          | -     | -     | -          | -     | -     | -          | 296   | 27,23 | 2          | 221   | 21,41 | 2          | -     | -     | -          |

Actual distribución del Ayuntamiento después de las elecciones municipales de 2023 en Guadamur
| Partidos políticos | Partidos políticos                       | Partidos políticos | Partidos políticos | Partidos políticos |
| Partido político   | Partido político                         | Concejales         | %                  | Votos              |
| ------------------ | ---------------------------------------- | ------------------ | ------------------ | ------------------ |
|                    | Partido Popular (PP)                     | 5                  | 58,57              | 670                |
|                    | Partido Socialista Obrero Español (PSOE) | 4                  | 39,69              | 454                |

## Patrimonio
- Castillo de Guadamur, construido en 1468 por Pedro López de Ayala, Conde de Fuensalida.
- Yacimiento arqueológico de Guarrazar, declarado bien de interés cultural y otorgado el premio Hispania Nostra.
- Ermita de San Antón,[15] del siglo XVI, hoy Museo de Artes y Costumbres Populares de los Montes de Toledo.
- Ermita de Nuestra Señora de la Natividad,[15] siglos XIII–XIV, estilo mudéjar.
- Iglesia parroquial de Santa María Magdalena,[15] del siglo XVI.
- Rollo de justicia, de 1468-1471.
- Centro de Interpretación del Tesoro de Guarrazar, Museo sobre arqueología visigoda con réplicas del Tesoro, Coronas, Cruces y materiales originales.
- Museo Casa Las muñecas de Salyperla, ubicado al lado del Centro de Interpretación del Tesoro de Guarrazar y donde hay más de 1500 muñecas y juguetes de los años 1970 a los 1990.

## Fiestas
Las fechas festivas son las siguientes:
- 3 de febrero: San Blas, patrón protector de los niños. Se celebra en el Colegio de Guadamur (siempre dentro del calendario escolar).
- 22 de julio: María Magdalena, advocación de la parroquia. Son las conocidas como fiestas pequeñas; las organiza el Ayuntamiento de Guadamur.
- 7-10 de septiembre: Virgen de la Natividad, fiestas patronales. El icono de estilo bizantino (copia de un original perdido) que alberga la ermita de la Natividad representa a Ana (madre de María) y a la Virgen niña. Son las primeras fiestas grandes del mes de septiembre, y son organizadas por la Hermandad de Nuestra Señora de la Natividad.
- 13-16 de septiembre: Cristo de la Piedad, fiestas patronales. Su cofradía data de 1531. Son las segundas fiestas grandes del mes de septiembre, y son organizadas por la Hermandad del Santísimo Cristo de la Piedad.
- Jornadas Visigodas: esta festividad se celebra el primer o segundo fin de semana del mes de mayo, con el objetivo de trasladar el pueblo a una villa visigoda, con mercadillos medievales, representaciones teatrales al aire libre... Se celebran en la zona alta del pueblo, en torno a la Ermita de Nuestra Señora de la Natividad y por los alrededores del Castillo. La XIII edición se celebró los días 11, 12 y 13 de mayo de 2022 siendo alcaldesa María del Sagrario Gutiérrez Fernández y Concejal de Cultura, Pilar Rodríguez Fernández.

En las Relaciones topográficas de Felipe II —interrogatorio de 1575— las autoridades de la villa señalaron que se guardaban las fiestas de San Blas, San José y San Clemente «por voto particular del pueblo, y que se guardan por causas que les movieron a los antiguos».
En las respuestas al Catastro de Ensenada dadas en [Guadamur el 6 y 7 de julio de 1752 se señalan como «fiestas votivas que se hacen en cada año» las dedicadas a Nuestra Señora de la Natividad, Santa Catalina y San Marcos.

## Hermanamientos
- Tournai (Bélgica)
- Vouillé (Francia)
- Torredonjimeno (España)

El 4 de junio de 2007 se firmó un convenio de hermanamiento con las localidades de Vouillé (departamento de Deux-Sèvres, región de Poitou-Charentes, Francia) y de Tournai (Valonia, Bélgica) para promover intercambios culturales y desarrollar una ruta cultural europea, con ocasión del XV Centenario de la batalla de Vouillé. En esa localidad cercana a Poitiers, Clodoveo I, rey de los francos, derrotó a los visigodos de Alarico II en el año 507. Tournai fue la primera capital de los francos, bajo los reyes Childerico I y Clodoveo.